# Seven (álbum de Night Ranger)
Seven —en castellano: Siete— es el octavo álbum de estudio de la banda estadounidense de hard rock Night Ranger  y fue lanzado en formato de disco compacto en 1998 por Zero Corporation, CMC International y Steamhammer Records en Japón, América y Europa respectivamente.

## Grabación y publicación
El disco fue grabado entre 1997 y 1998, siendo producido por Jack Blades, Kelly Keagy, Ron Nevison y Noel Golden.  En esta producción participó en los coros el vocalista de Great White Jack Russell. Tommy Shaw, integrante de Styx, coescribió junto a Blades y Mark Hudson el tema «Kong», además de realizar coros en el álbum.
Como sucedió en publicaciones anteriores del grupo, el lanzamiento de Seven se realizó primero en Japón en el mes de marzo de 1998,  en tanto, en los continentes americano y europeo salió al mercado en julio del mismo año.  La edición nipona numera dos temas extra: «Crazy World» y «Let Him Run».

## Recepción
Este álbum logró entrar en los listados de popularidad en el país del sol naciente,  llegando hasta la posición 87.ª en el Oricon Albums Chart en 1998.
Stephen Thomas Erlewine de Allmusic, en su reseña a Seven describe al mismo como «no tan malo»,  refiriéndose a los dos discos de Night Ranger publicados en la década de 1990. Menciona también que «no se compara con su mejor trabajo, pero contiene un buen número de power ballads bien ejecutadas y grandes temas de hard rock».

## Lista de canciones
| Versión americana y europea |                     |                                   |          |  |
| N.º                         | Título              | Escritor(es)                      | Duración |  |
| 1.                          | «Sign of the Times» | Jack Blades                       | 5:07     |  |
| 2.                          | «Jane's Interlude»  | Blades / Kelly Keagy              | 0:26     |  |
| 3.                          | «Panic in Jane»     | Baldes / Keagy                    | 4:40     |  |
| 4.                          | «Don't Ask Me Why»  | Jack Blades                       | 4:41     |  |
| 5.                          | «Kong»              | Blades / Tommy Shaw / Mark Hudson | 5:32     |  |
| 6.                          | «Mother Mayhem»     | Blades / Pat MacDonald            | 4:56     |  |
| 7.                          | «Soul Survivor»     | Blades / Brad Gillis              | 3:52     |  |
| 8.                          | «Sea of Love»       | Blades / Keagy                    | 4:33     |  |
| 9.                          | «Peace Sign»        | Blades / Gillis                   | 4:07     |  |
| 10.                         | «When I Call You»   | Jack Blades                       | 4:02     |  |
| 11.                         | «Revelation»        | Blades / Keagy / Gillis           | 4:31     |  |
| 46:27                       |                     |                                   |          |  |

| Versión japonesa |                     |                              |          |  |
| N.º              | Título              | Escritor(es)                 | Duración |  |
| 1.               | «Sign of the Times» | Blades                       | 5:07     |  |
| 2.               | «Jane's Interlude»  | Blades / Keagy               | 0:26     |  |
| 3.               | «Panic in Jane»     | Baldes / Keagy               | 4:40     |  |
| 4.               | «Don't Ask Me Why»  | Jack Blades                  | 4:41     |  |
| 5.               | «Kong»              | Blades / Shaw / Hudson       | 5:32     |  |
| 6.               | «Mother Mayhem»     | Blades / MacDonald           | 4:56     |  |
| 7.               | «Soul Survivor»     | Blades / Gillis              | 3:52     |  |
| 8.               | «Sea of Love»       | Blades / Keagy               | 4:33     |  |
| 9.               | «Crazy World»       | Blades / Gillis              | 3:59     |  |
| 10.              | «Peace Sign»        | Blades / Gillis              | 4:07     |  |
| 11.              | «When I Call You»   | Jack Blades                  | 4:02     |  |
| 12.              | «Revelation»        | Blades / Keagy / Gillis      | 4:31     |  |
| 13.              | «Let Him Run»       | Blades / Keagy / Jeff Watson | 3:33     |  |
| 53:59            |                     |                              |          |  |

## Créditos

### Night Ranger
- Jack Blades — voz principal, coros, bajo y guitarra acústica.
- Kelly Keagy — voz principal, coros y batería.
- Brad Gillis — guitarra eléctrica y coros.
- Jeff Watson — guitarra eléctrica y coros.
- Alan Fitgerald — teclados.

### Músicos adicionales
- Jack Russell — coros.
- Tommy Shaw — coros.
- Pat MacDonald — guitarra acústica.
- Mark Hudson — percusiones.
- Mike Carabello — percusiones.
- Ricky Lawson — cencerro.

### Personal de producción
- Jack Blades — productor.
- Kelly Keagy — productor.
- Noel Golden — productor, ingeniero de sonido y mezcla.
- Ron Nevison — productor ejecutivo.
- Jeff Robinette — mezcla secundaria.
- Eddy Schreyer — masterización.
- William Hames — fotógrafo.
- Robert Cripps — maquillaje.

## Posicionamiento
| Año  | País  | Lista               | Posición máxima |
| ---- | ----- | ------------------- | --------------- |
| 1998 | Japón | Oricon Albums Chart | 87.º            |